# Meade-Nunatak
Der Meade-Nunatak ist ein 990 m hoher Nunatak im ostantarktischen Coatsland. In der Shackleton Range ragt er 5 km nördlich des Blanchard Hill im Pioneers Escarpment auf.
Luftaufnahmen entstanden 1967 durch die United States Navy, der British Antarctic Survey nahm zwischen 1968 und 1971 Vermessungen des Nunatak vor. Das UK Antarctic Place-Names Committee benannte ihn 1972 nach dem britischen Bergsteiger Charles Francis Meade (1881–1975), der ein Expeditionszelt, das sogenannte Meade tent, entwickelt hatte.